# Salzachbrücke (Laufen–Oberndorf)
Die Salzachbrücke ist eine historische Straßenbrücke über die Salzach, die die bayerische Stadt Laufen mit der österreichischen Stadt Oberndorf bei Salzburg verbindet. Sie wurde zwischen 1901 und 1903 während der Herrschaft von Kaiser Franz Joseph I. und Prinzregent Luitpold von Bayern erbaut. Im Umkreis von 15 km ist sie immer noch die einzige Verbindung für Kraftfahrzeuge zwischen Bayern und dem Land Salzburg.

## Lage
Die Salzachbrücke verbindet den Marienplatz in Laufen mit der Brückenstraße in Oberndorf. Auf ihr treffen sich die bayerische Staatsstraße 2103 und die österreichische Landesstraße B 156a. Die nächsten Brücken flussaufwärts sind die Autobahnbrücke der West Autobahn über die Salzach und die Straßenbrücke über die Saalach zwischen Freilassing und Salzburg, beide etwa 15 km entfernt. Nach dem 2006 eröffneten Europasteg, welcher nur für Fußgänger und Radfahrer geöffnet ist, befindet sich die nächste Brücke flussabwärts im 21 km entfernten Tittmoning.

## Beschreibung
Die Salzachbrücke überspannt den Fluss auf einer Länge von 166 m. Sie hat eine 5 m breite Fahrbahn mit zwei Fahrspuren und zwei seitliche Gehwege von 1,5 m Breite. Die Fahrbahn hat ein Gefälle von 1,25 % in Richtung Oberndorf. Ihre eiserne, genietete Fachwerkkonstruktion lagert auf zwei Pfeilern und überspannt drei Öffnungen mit Spannweiten von 39,14 m + 78,29 m + 48,93 m = 166,36 m.
Über den mit Naturstein verkleideten Pfeilern aus Stampfbeton stehen eiserne Pylone, die mit Blechen verkleidet, reich verziert und mit einem gekrümmten, durchbrochenen Bogen zu einem Portal verbunden sind. Auf den Scheiteln der Bögen lagern blattvergoldete Nachbildungen der österreichischen und der bayerischen Krone, an den Bogenseiten darunter befinden sich Kartuschen mit den jeweiligen historischen Staatswappen. Hier ist eine Großaufnahme des Wappens von Bayern.
Die oberen Enden der Pylone sind als Kugeln ausgeformt, auf denen Adler stehen. Die Bogenansätze wurden mit den Monogrammen der jeweiligen Herrscher versehen. An den Seiten der Pylone befinden sich Tritonenmasken, darunter wurden Gedenktafeln angebracht. Kandelaber an den Pylonen und an den Steinsäulen vor der Brücke dienen der Beleuchtung. Die drei schwarzen Löwen Einfache Geländer mit horizontalen und vertikalen Füllstäben begrenzen die Gehwege.
Einer der beiden Pfeiler steht auf dem bayerischen Ufer, während sich der andere Pfeiler vor dem steilen Ufer auf der österreichischen Seite im Fluss befindet, in dessen Mitte die Staatsgrenze verläuft. 60 % der Brücke stehen daher auf deutschem und 40 % auf österreichischem Gebiet. Nach dem gleichen Verhältnis wurden und werden auch die Kosten für den Bau, den Unterhalt und die Sanierungen der Brücke von den beiden Staaten getragen.
Die Obergurte der Fachwerkkonstruktion bilden einen der Kettenlinie folgenden Polygonzug, die Untergurte sind geradlinig. Obwohl die Brücke einer versteiften Kettenbrücke ähnlich sieht, handelt es sich um eine Gerberträgerbrücke mit zwei in die Hauptöffnung ragenden Kragträgern und einem gelenkig gelagerten Einhängeträger. Die Untergurte sind durch Querträger und Diagonalstäbe verbunden, auf denen Längsträger die Last der Stahlbetonfahrbahnplatte aufnehmen. Um die Last des Einhängeträgers auszugleichen, wurden Gegengewichte aus Beton und Zuganker in die uferseitigen Enden der Kragträger eingebaut.

## Geschichte
Die heutige Brücke wurde gebaut, als man zur Überzeugung gelangte, dass ein erneuter Aufbau der mehrfach durch Hochwasser zerstörten alten Brücke zwischen Laufen und dem historischen Oberndorf sinnlos wäre.

### Vorgeschichte
Das historische Oberndorf lag bis zum Ende des 19. Jahrhunderts an der Biegung der Salzach rund 600 m unterhalb der heutigen Brücke. Es bestand aus einer Gruppe von wenigen Häusern an der Stelle, an der heute die Alte Landstraße auf die Schöffleutgasse trifft, sowie aus einigen Häusern weiter flussabwärts entlang der heutigen Uferstraße. Im Gebiet an der heutigen Brücke gab es auf der Oberndorfer Seite dagegen nur Wiesen und Felder.
Wenigstens seit 1278 gab es ungefähr dort, wo heute der Europasteg ist, eine hölzerne Jochbrücke über die Salzach. Sie verband den Stadtberg und das Untere Stadttor in Laufen mit dem Fuß des Kalvarienberges in Oberndorf und den Häusern entlang der Uferstraße. Die alten Reste der Brückenpfeiler sind bei Niedrigwasser noch zu sehen.

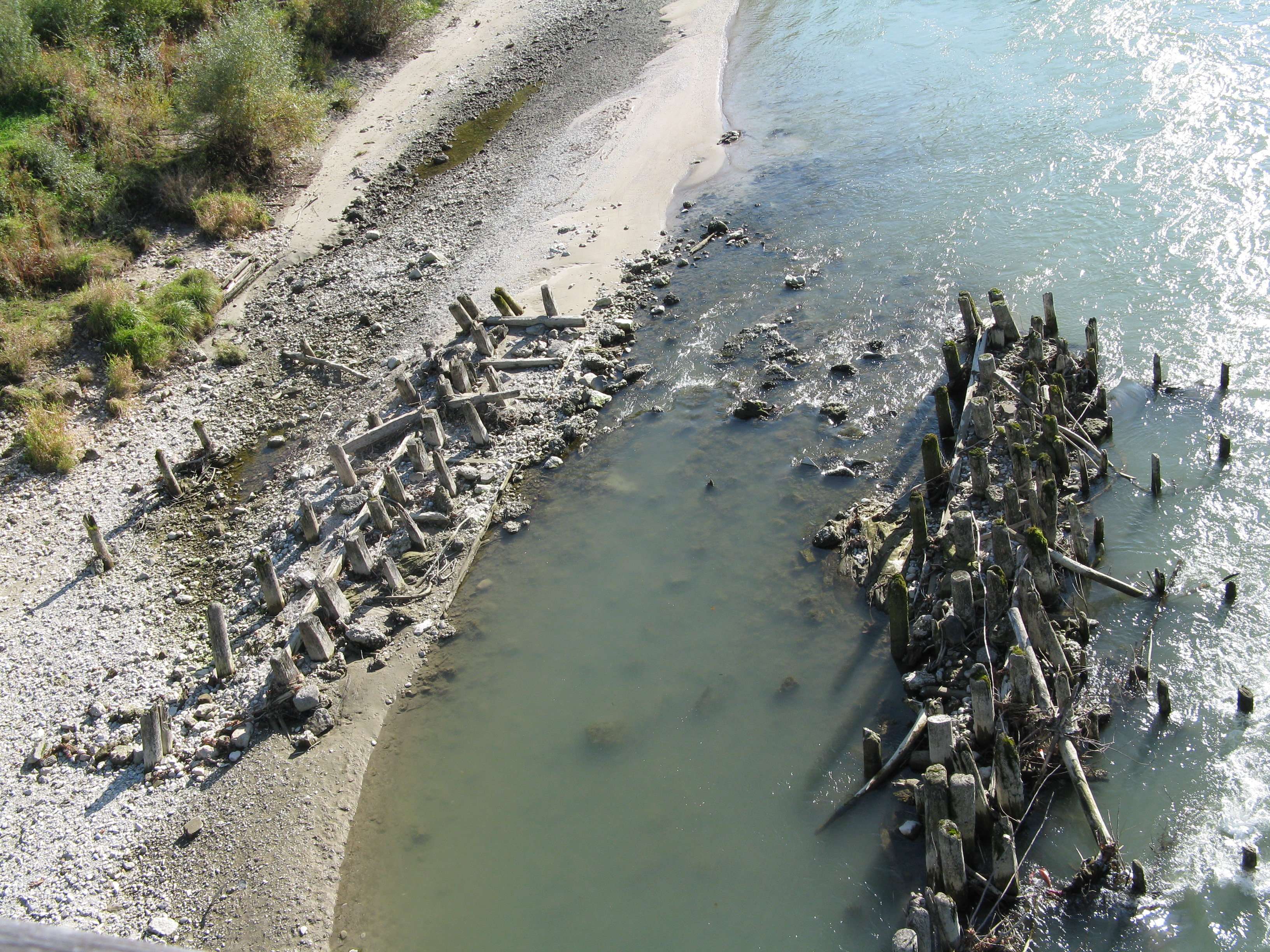
Die alten Reste der Brückenpfeiler bei Niedrigwasser.

Über die Jahrhunderte litten Laufen und vor allem das niedrig gelegene Oberndorf immer wieder unter Überschwemmungen, die die Brücke beschädigten oder komplett zerstörten, so in den Jahren 1314, 1508, 1567, 1598, 1786 und 1787.
Im August 1896 riss ein außergewöhnlich hohes Hochwasser wieder einen Teil der Brücke weg. Noch während der Planungen für eine höher gelegene eiserne Bogenbrücke kam es am 31. Juli und 1. August 1897 zu einem Hochwasser, das das letzte um einen Meter überstieg und nicht nur die provisorisch instandgesetzte Holzbrücke erneut wegriss, sondern auch die Planungen für die neue Brücke hinfällig werden ließ. Als man sich schließlich geeinigt hatte, eine noch höher gelegene Brücke zu bauen, überstieg das Hochwasser vom 13. und 14. September 1899 alle bisher registrierten Marken und machte auch die neuen Pläne für eine höhere Brücke zur Makulatur. Dieses Hochwasser überstieg die Zufahrtsstraßen zu der bisherigen Brücke um zwei bis drei Meter und zerstörte das Widerlager auf der Oberndorfer Seite. Außerdem wurden fast alle Gebäude und die Pfarrkirche St. Nikolaus in Oberndorf beschädigt oder zerstört.
Man entschied sich daher zum Bau einer Brücke an der heutigen Stelle, eine Idee, die bisher am Widerstand beider Gemeinden gescheitert war. Das Gelände lag dort hoch genug, um auch die Zufahrtsstraßen hochwasserfrei anzulegen. Nach dem Bau der neuen Brücke wurde das bisherige Oberndorf weitgehend aufgegeben und abgerissen und ein neuer Ort an der neuen Brücke gebaut.

### Neubau der Brücke
Der Entwurf der Brücke war gemäß einem Staatsvertrag zwischen Österreich und Bayern vom 24. Dezember 1820 von der österreichischen Baubehörde im Einvernehmen mit der bayerischen Baubehörde zu erstellen. Die Planung der Eisenkonstruktion wurde von Karl Haberkalt und Johann Lipold im Departement für Straßen und Brückenbau im k.k. Ministerium des Inneren ausgearbeitet, die architektonische Gestaltung erfolgte durch Alois Koch in dem von Emil Ritter von Förster geleiteten Departement für Hochbau in Wien. Auf bayerischer Seite war das königlich bayerische Straßen- und Flussbauamt in Traunstein zuständig.
Die Konzeption der neuen Brücke ergab sich zum Teil aus den örtlichen Gegebenheiten: Das bayerische Widerlager sollte in der Flucht der existierenden Mauern entlang des Hochufers liegen, das österreichische musste an dem dort steileren Ufer ausreichend Platz für den Treidelweg und den Schiffszug lassen. Um die größeren Kosten einer Brücke mit großen Spannweiten zu vermeiden, wurden zwei Pfeiler vorgesehen. Die Position des Pfeilers auf der bayerischen Seite ergab sich aus dem Umstand, dass er hinter dem dortigen Treidelpfad stehen musste. Aus einer sinnvollen Verteilung der Spannweiten auf die drei Öffnungen ergab sich die Position des anderen Pfeilers im Wasser und somit schließlich die Spannweiten von 39 m + 78 m + 49 m. Da das Ufer in Laufen etwas höher liegt als das auf der gegenüberliegenden Seite, erhielt die Brücke ein Gefälle von 1,25 % in diese Richtung. Die Unterkante der Brücke lag damit am linken, Laufener Widerlager um 3,30 m und am rechten, Oberndorfer Widerlager um 1,25 m über dem Hochwasser von 1899.
Für den eisernen Oberbau entschied man sich für eine Gerberträgerkonstruktion mit einem kettenförmig gekrümmten Obergurt und einem geraden Untergurt sowie zwei Gelenken in der Hauptöffnung zwischen den Kragträgern und dem Einhängeträger.
Die Bauarbeiten begannen im Dezember 1901 und wurden im Mai 1903 abgeschlossen. Am 2. Juni 1903 wurde die Brücke feierlich eröffnet.

## Weitere Geschichte
Wenige Tage vor dem Ende des Zweiten Weltkrieges wurde die Brücke zur Sprengung vorbereitet, und ein Oberndorfer SS-Oberleutnant drohte noch am 1. Mai 1945, die Brücke zu sprengen. Auf Betreiben des Bürgermeisters konnten einige mutige Oberndorfer und Laufener die Sprengsätze am 4. Mai entschärfen, kurz bevor amerikanische Truppen in Laufen einrückten.
In den Jahren 1979 und 1980 wurde die Brücke saniert, 2002 erfolgten Reparaturmaßnahmen an der Eisenkonstruktion.

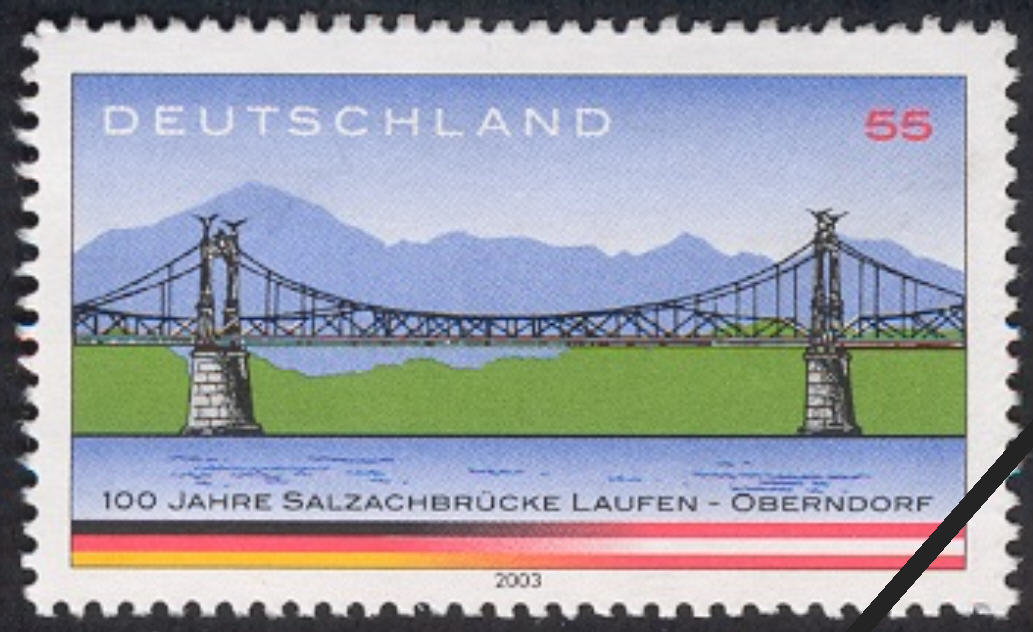
Salzachbrücke auf Briefmarke vom 12. Juni 2003

Anlässlich des hundertjährigen Bestehens der Brücke gaben die Deutsche Post AG und die Österreichische Post 2003 eine gemeinsame Sonderbriefmarke heraus.
In den Jahren 2005 bis 2007 wurde eine grundlegende Sanierung vorgenommen, bei der verschiedene Teile der Brücke vollständig erneuert werden mussten.
Die Salzachbrücke steht als Baudenkmal der Stadt Laufen wie auch als denkmalgeschütztes Objekt in Oberndorf unter Denkmalschutz.
Im Zuge der Corona-Pandemie wurde die Brücke am 16. März 2020 auch für Fußgänger gesperrt.